# Kościół św. Katarzyny Aleksandryjskiej w Osieczku
Kościół świętej Katarzyny Aleksandryjskiej w Osieczku – rzymskokatolicki kościół parafialny należący do parafii pod tym samym wezwaniem (dekanat Wąbrzeźno diecezji toruńskiej).
Świątynia została wybudowana w XIV wieku. Następnie została przebudowana w I dekadzie XVII stulecia oraz na przełomie XIX/XX wieku. Do zabytkowego wyposażenia kościoła należą: późnorenesansowy ołtarz główny ozdobiony barokowym obrazem ukazującym św. Stanisława Kostkę, barokowy obraz Koronacji Matki Bożej, malowidło Ukrzyżowanie z drugiej połowy XVII stulecia, dwa boczne ołtarze w stylu neobarokowym z połowy XIX wieku, rzeźby, neoromański prospekt organowy z XIX wieku oraz granitowe aspersorium.